# Gravity (chanson d'Embrace)
Pour les articles homonymes, voir Gravity.
Singles de Embrace
Make It Last
(2001) Ashes
(2005)
Gravity est le premier single extrait de l'album Out of Nothing du groupe anglais Embrace ; il fut édité en 2004.
Cette chanson, à l'origine écrite par Chris Martin, leader du groupe Coldplay, a été donnée à Embrace, alors en perte de vitesse. Le titre s'est classé 7e dans les charts britanniques. Gravity a aussi été enregistrée par son créateur à la fin de l'année 2005, et figure en tant que face-B sur Talk, le troisième single de l'album X&Y de Coldplay.

## Différents formats
- 7"

1. Gravity
2. Wasted

- Cd single

1. Gravity
2. The Shot's Still Ringing
3. Waterfall
4. Gravity (video)

- Cd single 2

1. Gravity
2. Too Many Times